# Umberto Orsini
Umberto Orsini (Novara, 2 april 1934) is een Italiaans acteur.
Umberto Orsini studeerde rechten voor zijn acteercarrière. In 1960 werkte voor het eerst samen met regisseur Luchino Visconti in een theaterproductie. Na enkele kleine filmrollen speelde Orsini in 1962 zijn eerste hoofdrol in de film Il mare van Giuseppe Patroni Griffi. In 1969 kreeg hij de Nastro d'argento voor beste bijrol in de film The Damned van Visconti.

## Filmografie (selectie)
- 1960 - La dolce vita (Federico Fellini)
- 1963 - Les Bonnes Causes (Christian-Jaque)
- 1966 - Mademoiselle (Tony Richardson)
- 1967 - The Sailor from Gibraltar (Tony Richardson)
- 1968 - Candy (Christian Marquand)
- 1969 - The Damned (Luchino Visconti)
- 1970 - Città violenta (Sergio Sollima)
- 1972 - Ludwig (Luchino Visconti)
- 1972 - César et Rosalie (Claude Sautet)
- 1972 - Un Homme est mort (Jacques Deray)
- 1973 - Tony Arzenta (Big Guns) (Duccio Tessari)
- 1974 - Vincent, François, Paul... et les autres (Claude Sautet)
- 1974 - L'uomo senza memoria (Duccio Tessari)
- 1975 - Emmanuelle 2 (Francis Giacobetti)
- 1976 - Une Femme à sa fenêtre (Pierre Granier-Deferre)
- 1977 - Al di là del bene e del male (Liliana Cavani)
- 1978 - L'Argent des autres (Christian de Chalonge)
- 1978 - La Petite Fille en velours bleu (Alan Bridges)
- 1994 - Elles n'oublient jamais (Christopher Frank)
- 1997 - Solomon (minitelevisieserie)
- 2000 - San Paolo (televisieminiserie)
- 2001 - Lourdes (televisieminiserie)